# 洛塔尔·克里格
洛塔尔·克里格（德語：Lothar Krieg，1955年12月10日—），德国男子田径运动员，主攻400米短跑。他曾代表西德参加1976年夏季奥林匹克运动会田径比赛，获得男子4×400米接力铜牌。